# 7655 Adamries
7655 Adamries (1991 YM1) là một tiểu hành tinh vành đai chính được phát hiện ngày 28 tháng 12 năm 1991 bởi Freimut Börngen ở Tautenburg.